# Gymnosporia senegalensis
Gymnosporia senegalensis là một loài thực vật có hoa trong họ Dây gối. Loài này được (Lam.) Loes. mô tả khoa học đầu tiên năm 1893.